# Петров Іван Матвійович
Іван Матвійович Петров (1803—1838) — російський поет, письменник, драматург, видавець.

## Кар'єра
- 1825—1826 рр. — губернський секретар, помічник комісіонера по розвозу солі при Єнісейській Казенній Палаті, проживав у Красноярську.
- З 1827 року — асесор в Єнісейській Казенній Палаті.
- У 1833 році — тяготячись службою в Сибіру перейшов у Харківську Казенну Палату на посаду губернського скарбника.
- У кінці 1837 року — директор училищ Бессарабської області.

## Титули й нагороди
- З 1829 — отримав чин титулярний радник
- У 1836 — орден св. Володимира 4-го ступеня (24 жовтня)

## Творчість
Писати вірші почав у 1823 році. У 1824 році в «Новинах літератури» вийшли його п'єси: «Знайомий геній», «До красуні», «Бард», «Немовля і метелик», «До фантазії» і «До листочка». Наприкінці 1827 року вийшов «Єнісейський альманах на 1828 Івана Петрова», у якому у відділі прози він помістив свою повість «Пам'ять серця» і п'єску «Юність», а у відділі поезії — вірші: «До красуні, піднісши приємне вино (наслідування Арабському)», «Картина з часів завоювання Сибіру», «Ніч на Єнісеї», «Чарівна арфа», «Веселка», «Насолода» (балада), «Моя батьківщина», «Діва», а також всі п'єси, раніше надруковані в «Новинах літератури».
До переїзду в Харків поміщав свої вірші в «Московському Віснику», «Галатеї», «Телескопі», «Літературних додатках до „Російського Інваліду“».
У 1833 році свої п'єси надрукував у брошурці «Вірші І. Петрова».
У тому ж 1833 році видав у Москві та Харкові альманах «Утренняя звезда. Збірка статей у віршах і прозі», у двох частинах з видом Харкова та портретом Г. С. Сковороди. В 1-й частині поміщені були твори російською мовою О. М. Сомова, І. І. Срезневського, П. І. Іноземцева та самого видавця (вірші: «Могутність краси», наслідування арабському; «Заповітне кільце, російська пісня» і «Ворожіння тунгусов, північна сцена»), а у 2-й — п'єси українською мовою Г. Ф. Квітки, І. І. Срезневського, Є. П. Гребінки та І. П. Котляревського.
У Харкові зблизився з місцевими письменниками — І. І. Срезневським, В. В. Пассеком. У 1837 році видав у Харкові «Повісті Пустельника Залопанського, видані Іваном Петровим».
Одна повість — «Золотий Самородок (Розповідь Сибіряка)», присвячена Г. Ф. Квітці та підписана «Пустельник Залопанський. Харків» — була поміщена в «Телескопі» 1834, ч. XX, № 9, стор. 42—58).